# Contea di Berrien (Georgia)
La contea di Berrien (in inglese Berrien County ) è una contea dello Stato della Georgia, negli Stati Uniti. La popolazione al censimento del 2000 era di 16 235 abitanti. Il capoluogo di contea è Nashville.